# Springsteen e E Street Band 2023 Tour
O Springsteen and E Street Band 2023 Tour é uma digressão contínua do cantor norte-americano Bruce Springsteen e sua banda de apoio, a E Street Band. A digressão começou a 1 de fevereiro de 2023, em Tampa, Flórida. Marca a primeira vez desde 2017 que Springsteen e a E Street Band fazem uma digressão em conjunto. Está prevista para terminar a 23 de agosto de 2024, na Filadélfia, Pensilvânia.

## História
Em 2019, dois anos depois de realizar uma digressão a solo na Broadway, Springsteen anunciou que entraria em tour com a E Street Band em 2020. A digressão teria sido em apoio ao seu álbum de 2020, Letter to You. Devido à pandemia de COVID-19, no entanto, a digressão foi suspensa até 2021. Em janeiro de 2021, Springsteen anunciou novamente que, devido à pandemia em curso, não faria digressão com a E Street Band em 2021, embora mais tarde naquele ano tenha voltado à Broadway para mais concertos a solo.
A 23 de maio de 2022, foi lançado um "teaser" nas redes sociais de Springsteen com o anúncio da sua digressão em 2023. A digressão começou com datas nos EUA, a partir de fevereiro de 2023, e depois marcou presença na Europa, voltando ao país norte-americano em agosto de 2023. A digressão estava programada para terminar em dezembro de 2023 até que dois concertos de agosto de 2023 na Filadélfia foram remarcados para agosto de 2024. Não se sabe se a digressão se estenderá até 2024, com mais datas a serem anunciadas.

## Ausências da COVID-19
No início da turnê, a banda foi impactada por testes positivos para COVID-19. Soozie Tyrell faltou aos shows em Hollywood e Dallas, marcando a primeira vez que faltou a um show desde que ingressou na banda em 2002. O guitarrista Steven Van Zandt também esteve ausente do show em Dallas. Em 13 de fevereiro de 2023, foi anunciado que o guitarrista Nils Lofgren havia testado positivo,  e ele estava ausente do show de 14 de fevereiro em Houston. Foi o primeiro show que Lofgren perdeu desde que ingressou na E Street Band em 1984. Van Zandt e Tyrell voltaram para a turnê em Houston. Lofgren retornou à turnê em 16 de fevereiro em Austin, mas Jake Clemons faltou ao show, junto com o show de 18 de fevereiro em Kansas City, devido ao teste positivo.

## Polémica com preço dos bilhetes
Springsteen decidiu usar o serviço de fãs verificados da Ticketmaster na maioria das datas de sua turnê na América do Norte para tentar eliminar cambistas e bots no mercado secundário de comprar ingressos e vendê-los a preços muito mais altos, um problema que muitas de suas turnês anteriores tiveram. enfrentou. Os fãs precisariam ser verificados e enviar um código, que receberiam por mensagem de texto na noite anterior à data de venda, para o show ou shows que planejavam assistir. No entanto, nem todos os fãs tiveram a garantia de receber um código; alguns foram colocados em uma lista de espera. Os ingressos seriam colocados à venda às 10h e assim que terminasse o período de venda de ingressos do Torcedor Verificado, que normalmente era às 15h, os ingressos restantes seriam liberados ao público em geral. Os primeiros ingressos para as datas nos EUA foram colocados à venda em 20 de julho de 2022, e os fãs foram imediatamente recebidos com preços de ingressos muito altos, como US$ 4.000–5.000 para assentos intermediários e quatro dígitos para outros ingressos menos desejáveis. Isso foi chamado de programa de "preços dinâmicos" da Ticketmaster, no qual os "ingressos platina", que podem ser colocados em qualquer lugar da arena, da seção da frente às últimas filas, flutuam de preço, no que se diz ser uma reação contínua à demanda. Alguns fãs puderam comprar os ingressos pelo valor nominal quando foram colocados à venda; no entanto, poucos minutos após a venda dos ingressos, o preço dinâmico entrou em ação e os ingressos mudaram para ingressos platina ou só estavam disponíveis no mercado secundário por meio do programa de revenda da Ticketmaster a preços muito mais altos. Reclamações de fãs indignados inundaram as redes sociais e fóruns relacionados a Springsteen exigindo que Springsteen e sua gestão divulgassem uma declaração em resposta a isso. O guitarrista Steven Van Zandt foi o único membro da E Street Band a responder à situação quando foi questionado sobre isso no Twitter. Ele disse: “Não tenho nada a ver com o preço dos ingressos. Nada. Nada. Niente. Bubkis. Pau”. O congressista de Nova Jersey, Bill Pascrell Jr., que tem sido um ferrenho crítico da indústria de ingressos, criticou a Ticketmaster por instituir um sistema de preços "baseado no mercado" que permite que os custos dos ingressos aumentem e diminuam com base na demanda. “Quando Yogi Berra disse que era ‘déjà vu de novo’, ele poderia facilmente estar falando sobre Ticketmaster e outra surpresa indesejável para os fãs de Springsteen. Após o longo hiato, estamos todos entusiasmados com a volta de Bruce em turnê. Mas os americanos têm o direito de desfrutar de algum entretenimento ao vivo sem serem enganados. A Ticketmaster vê os eventos populares como uma oportunidade para absorver os americanos comuns”, disse o legislador em um.
Os ingressos para os shows de Springsteen no Reino Unido esgotaram em menos de 8 horas, mas muitos fãs do Reino Unido recorreram às redes sociais reclamando dos mesmos problemas enfrentados pelos fãs nos EUA.
Em 24 de julho de 2022, a Ticketmaster emitiu uma resposta defendendo seu polêmico plano de "preços dinâmicos", dizendo que 88,2% dos ingressos foram vendidos a preços fixos que variaram de US$ 59,50 a US$ 399 antes das taxas de serviço adicionadas e que o preço médio de todos os ingressos vendidos então agora custa US$ 262, com 56% sendo vendidos por menos de US$ 200 do valor nominal. A Ticketmaster não contestou relatos de ingressos com preços de até US$ 4–5.000 no programa Platinum. A Ticketmaster afirma que apenas 1,3% do total de ingressos até agora custaram mais de US$ 1.000. A Ticketmaster detalhou ainda mais as porcentagens de 56% dos ingressos que afirma terem sido vendidos por menos de US$ 200. Ele disse que 18% foram vendidos abaixo de US$ 99, 27% foram vendidos entre US$ 100 e US$ 150 e 11% foram vendidos entre US$ 150 e US$ 200. “Os preços e formatos são consistentes com os padrões da indústria para os melhores desempenhos”, afirmou a empresa em seu comunicado.
Em 26 de julho de 2022, seis dias após a venda dos ingressos na América do Norte, o empresário de Springsteen, Jon Landau, emitiu uma declaração ao The New York Times defendendo o preço dos ingressos, dizendo: "Ao definir o preço dos ingressos para esta turnê, analisamos cuidadosamente o que nossos colegas têm feito. Escolhemos preços inferiores a alguns e iguais a outros. Independentemente dos comentários sobre um número modesto de ingressos custando US$ 1.000 ou mais, nosso verdadeiro preço médio de ingressos tem ficado em torno de US$ 200. Acredito que no ambiente atual, é um preço justo ver alguém universalmente considerado um dos maiores artistas de sua geração."

## Controvérsia do concerto de Ferrara
Em 18 de maio de 2023, Springsteen e a E Street Band se apresentariam no Giorgio Bassani Urban Park [Giorgio Bassani Urban Park] em Ferrara, Itália, como parte da etapa europeia da turnê. No entanto, logo após as inundações que atingiram várias áreas da região de Emilia-Romagna, fãs e detentores de bilhetes utilizaram as redes sociais para instar os organizadores a reagendar o concerto, a fim de prestar respeito às vítimas e evitar o extravio de recursos de emergência. Após mais exames, tanto a Prefettura quanto a Câmara Municipal de Ferrara autorizaram Springsteen a prosseguir com o concerto.
A decisão gerou fortes críticas a Springsteen e sua equipa, enquanto o promotor principal Claudio Trotta e o prefeito de Ferrara, Alan Fabbri, defenderam a decisão de permitir o show. A vice-presidente da Protezione Civile para Emilia-Romagna, Irene Priolo, também questionou a decisão, ao mesmo tempo que esclareceu que as autoridades locais de Ferrara eram as únicas instituições que tinham o direito de confirmar ou adiar o concerto.
Durante o concerto, que supostamente envolveu 900 membros da segurança entre policiais, voluntários e serviços de primeiros socorros, Springsteen não fez quaisquer comentários diretos sobre as inundações e seu impacto. Os torcedores também reclamaram das condições lamacentas do terreno do parque, bem como das dificuldades logísticas.
Em 26 de maio, o guitarrista do Springsteen, Steven Van Zandt, acessou o Twitter para responder a uma mensagem de um fã italiano, que lhe perguntou se a banda realmente não foi informada da emergência, escrevendo: “Não sabíamos nada sobre isso. Tudo o que ouvimos foi que a equipe teve que fazer hora extra porque o local era um grande buraco de lama por causa da chuva. Isso foi tudo."

## Gravações
No dia 15 de dezembro de 2022, foi anunciado que todos os concertos da digressão seriam gravados e disponibilizados poucos dias após os concertos.

## Set list
A set list é representativa das duas primeiras etapas da digressão. Esta turnê viu a estreia ao vivo de músicas do álbum de 2020 de Springsteen, Letter to You, e as primeiras apresentações ao vivo com a E Street Band de músicas de seu álbum de 2022, Only the Strong Survive.
1. "No Surrender"
2. "Ghosts"
3. "Prove It All Night"
4. "Letter to You"
5. "The Promised Land"
6. "Out in the Street"
7. "Candy's Room"
8. "Kitty's Back"
9. "Nightshift"
10. "Trapped"
11. "The E Street Shuffle"
12. "Johnny 99"
13. "Last Man Standing" (solo acústico)
14. "Backstreets"
15. "Because the Night"
16. "She's the One"
17. "Wrecking Ball"
18. "The Rising"
19. "Badlands"
20. "Thunder Road"

1. "Born to Run"
2. "Rosalita (Come Out Tonight)"
3. "Glory Days"
4. "Dancing in the Dark"
5. "Tenth Avenue Freeze-Out"
6. "I'll See You in My Dreams" (solo acoustic)

Outras canções tocadas e alternadas no set list: "It's Hard to Be a Saint in the City", "Spirit in the Night", "Jungleland", "Night", "Darkness on the Edge of Town", "Racing in the Street", "Something in the Night", "Cadillac Ranch", "Hungry Heart", "Ramrod", "The River", "Sherry Darling", "The Ties That Bind", "Two Hearts", "Atlantic City", "Mansion on the Hill", "Bobby Jean", "Born in the U.S.A.", "Darlington County", "Downbound Train", "I'm on Fire", "My Hometown", "Working on the Highway", "My Love Will Not Let You Down", "Brilliant Disguise", "Human Touch", "Local Hero" (tocada pela primeira vez desde 2013), "Lucky Town", Land of Hope and Dreams", "Lonesome Day", "Mary's Place", "Pay Me My Money Down" (tocada pela primeira vez desde 2014 com a E Street Band), "Death to My Hometown", "Burnin' Train", "House of a Thousand Guitars", "If I Was the Priest" (tocada pela primeira vez desde 1972 e pela primeira vez com a E Street Band), "Don't Play That Song (You Lied)", "Detroit Medley", "Dirty Water" (tocada pela primeira vez desde 2012 com a E Street Band), "Jersey Girl", "Seven Nights to Rock", e "Twist and Shout".
"No Surrender" serviu como música de abertura na maior parte da turnê. A partir de maio de 2023, porém, Springsteen começou a alternar a música de abertura, com "My Love Will Not Let You Down", "The Ties That Bind", "Local Hero", "Lonesome Day" e "Night" servindo como o mostrar aberturas em vários shows. "I'll See You in My Dreams" serviu como música de encerramento de todos os shows, com exceção do show de 3 de setembro de 2023 em East Rutherford, onde a música foi retirada do setlist pela primeira vez e substituída por " Jersey Girl", que encerrou o show.

### Reclamações de setlist
Alguns fãs criticaram Springsteen sobre o setlist ser muito parecido todas as noites, algo pelo qual Springsteen não foi conhecido ao longo de sua carreira, e reclamaram da quantidade de músicas tocadas. Em uma entrevista, Steven Van Zandt respondeu às críticas dos fãs dizendo: "No outro dia, tive de o deixar falar. Ele disse: '(lamentando-se) Caramba, começaste a tocar 28 canções e agora estás a tocar 26. Quero o meu dinheiro de volta. Saiam daqui! Quem mede o espetáculo pela quantidade de canções ou pelo tempo passado em palco não está a ouvir! Isto não tem a ver com números - tem a ver com uma experiência emocional. E esta é uma experiência especial. Acho que é uma experiência especial. E o público está a reagir de uma forma que nunca vi na América. É como um espetáculo da Broadway. Porquê? Porque está a contar uma história e cada canção tem um objetivo". Em julho de 2023, Garry Tallent também respondeu às reclamações dos fãs sobre o setlist. “Esses programas enxaguados e repetidos são o oposto da grandeza”, disse um fã nas redes sociais. Tallent respondeu: "Você está brincando, certo? ?" O ex-baterista da E Street Band, Vini Lopez, acrescentou: “Com o passar do tempo, eles vão começar a fazer outras coisas e isso só acontece durante uma turnê. O que mais me incomoda na turnê são as pessoas que vão a 20 shows e depois reclamam de ouvir as mesmas músicas."
| Data               | Cidade           | País          | Local                         | Audiência               | Receita       |
| North America      | North America    | North America | North America                 | North America           | North America |
| ------------------ | ---------------- | ------------- | ----------------------------- | ----------------------- | ------------- |
| February 1, 2023   | Tampa            | United States | Amalie Arena                  | —                       | —             |
| February 3, 2023   | Atlanta          | United States | State Farm Arena              | 14,826 / 14,826         | $3,138,937    |
| February 5, 2023   | Orlando          | United States | Amway Center                  | 16,117 / 16,117         | $3,325,983    |
| February 7, 2023   | Hollywood        | United States | Hard Rock Live                | —                       | —             |
| February 10, 2023  | Dallas           | United States | American Airlines Center      | 16,585 / 16,585         | $4,397,440    |
| February 14, 2023  | Houston          | United States | Toyota Center                 | —                       | —             |
| February 16, 2023  | Austin           | United States | Moody Center                  | 13,688 / 13,668         | $3,303,442    |
| February 18, 2023  | Kansas City      | United States | T-Mobile Center               | —                       | —             |
| February 21, 2023  | Tulsa            | United States | BOK Center                    | —                       | —             |
| February 25, 2023  | Portland         | United States | Moda Center                   | —                       | —             |
| February 27, 2023  | Seattle          | United States | Climate Pledge Arena          | 17,228 / 17,228         | $3,778,142    |
| March 2, 2023      | Denver           | United States | Ball Arena                    | —                       | —             |
| March 5, 2023      | Saint Paul       | United States | Xcel Energy Center            | 17,904 / 17,904         | $4,083,892    |
| March 7, 2023      | Milwaukee        | United States | Fiserv Forum                  | 15,958 / 15,958         | $3,993,959    |
| March 16, 2023     | Philadelphia     | United States | Wells Fargo Center            | —                       | —             |
| March 18, 2023     | University Park  | United States | Bryce Jordan Center           | —                       | —             |
| March 20, 2023     | Boston           | United States | TD Garden                     | 17,033 / 17,033         | $4,978,145    |
| March 23, 2023     | Buffalo          | United States | KeyBank Center                | —                       | —             |
| March 25, 2023     | Greensboro       | United States | Greensboro Coliseum           | —                       | —             |
| March 27, 2023     | Washington, D.C. | United States | Capital One Arena             | 18,173 / 18,173         | $3,904,373    |
| March 29, 2023     | Detroit          | United States | Little Caesars Arena          | —                       | —             |
| April 1, 2023      | New York City    | United States | Madison Square Garden         | 18,718 / 18,718         | $4,404,597    |
| April 3, 2023      | Brooklyn         | United States | Barclays Center               | —                       | —             |
| April 5, 2023      | Cleveland        | United States | Rocket Mortgage FieldHouse    | —                       | —             |
| April 7, 2023      | Baltimore        | United States | CFG Bank Arena                | —                       | —             |
| April 9, 2023      | Elmont           | United States | UBS Arena                     | —                       | —             |
| April 11, 2023     | Elmont           | United States | UBS Arena                     | —                       | —             |
| April 14, 2023     | Newark           | United States | Prudential Center             | —                       | —             |
| Europe             |                  |               |                               |                         |               |
| April 28, 2023     | Barcelona        | Spain         | Estadi Olímpic Lluís Companys | —                       | —             |
| April 30, 2023     | Barcelona        | Spain         | Estadi Olímpic Lluís Companys | —                       | —             |
| May 5, 2023        | Dublin           | Ireland       | RDS Arena                     | —                       | —             |
| May 7, 2023        | Dublin           | Ireland       | RDS Arena                     | —                       | —             |
| May 9, 2023        | Dublin           | Ireland       | RDS Arena                     | —                       | —             |
| May 13, 2023       | Nanterre         | France        | Paris La Défense Arena        | —                       | —             |
| May 15, 2023       | Nanterre         | France        | Paris La Défense Arena        | —                       | —             |
| May 18, 2023       | Ferrara          | Italy         | Parco Urbano G. Bassani       | —                       | —             |
| May 21, 2023       | Rome             | Italy         | Circo Massimo                 | —                       | —             |
| May 25, 2023       | Amsterdam        | Netherlands   | Johan Cruyff Arena            | —                       | —             |
| May 27, 2023       | Amsterdam        | Netherlands   | Johan Cruyff Arena            | —                       | —             |
| May 30, 2023       | Edinburgh        | Scotland      | BT Murrayfield Stadium        | —                       | —             |
| June 11, 2023      | Landgraaf        | Netherlands   | Megaland                      | —                       | —             |
| June 13, 2023      | Zürich           | Switzerland   | Letzigrund                    | —                       | —             |
| June 16, 2023      | Birmingham       | England       | Villa Park                    | —                       | —             |
| June 18, 2023      | Werchter         | Belgium       | Festivalpark Werchter         | —                       | —             |
| June 21, 2023      | Düsseldorf       | Germany       | Merkur Spiel-Arena            | —                       | —             |
| June 24, 2023      | Gothenburg       | Sweden        | Ullevi                        | —                       | —             |
| June 26, 2023      | Gothenburg       | Sweden        | Ullevi                        | —                       | —             |
| June 28, 2023      | Gothenburg       | Sweden        | Ullevi                        | —                       | —             |
| June 30, 2023      | Oslo             | Norway        | Voldsløkka                    | —                       | —             |
| July 2, 2023       | Oslo             | Norway        | Voldsløkka                    | —                       | —             |
| July 6, 2023       | London           | England       | Hyde Park                     | —                       | —             |
| July 8, 2023       | London           | England       | Hyde Park                     | —                       | —             |
| July 11, 2023      | Copenhagen       | Denmark       | Parken Stadium                | —                       | —             |
| July 13, 2023      | Copenhagen       | Denmark       | Parken Stadium                | —                       | —             |
| July 15, 2023      | Hamburg          | Germany       | Volksparkstadion              | 50,000 / 50,000         | —             |
| July 18, 2023      | Vienna           | Austria       | Ernst-Happel-Stadion          | —                       | —             |
| July 21, 2023      | Hockenheim       | Germany       | Hockenheimring                | 80,000 / 80,000         | —             |
| July 23, 2023      | Munich           | Germany       | Olympiastadion                | —                       | —             |
| July 25, 2023      | Monza            | Italy         | Autodromo Nazionale di Monza  | 70,000 / 70,000         | —             |
| North America      |                  |               |                               |                         |               |
| August 9, 2023     | Chicago          | United States | Wrigley Field                 | —                       | —             |
| August 11, 2023    | Chicago          | United States | Wrigley Field                 | —                       | —             |
| August 24, 2023    | Foxborough       | United States | Gillette Stadium              | —                       | —             |
| August 26, 2023    | Foxborough       | United States | Gillette Stadium              | —                       | —             |
| August 30, 2023    | East Rutherford  | United States | MetLife Stadium               | —                       | —             |
| September 1, 2023  | East Rutherford  | United States | MetLife Stadium               | —                       | —             |
| September 3, 2023  | East Rutherford  | United States | MetLife Stadium               | —                       | —             |
| September 7, 2023  | Syracuse         | United States | JMA Wireless Dome             | —                       |               |
| September 9, 2023  | Baltimore        | United States | Oriole Park at Camden Yards   | —                       | —             |
| September 12, 2023 | Pittsburgh       | United States | PPG Paints Arena              | —                       | —             |
| September 14, 2023 | Pittsburgh       | United States | PPG Paints Arena              | —                       | —             |
| September 16, 2023 | Uncasville       | United States | Mohegan Sun Arena             | —                       | —             |
| September 19, 2023 | Albany           | United States | MVP Arena                     | —                       | —             |
| September 21, 2023 | Columbus         | United States | Nationwide Arena              | —                       | —             |
| September 29, 2023 | Washington, D.C. | United States | Nationals Park                | —                       | —             |
| November 3, 2023   | Vancouver        | Canada        | Rogers Arena                  | —                       | —             |
| November 6, 2023   | Edmonton         | Canada        | Rogers Place                  | —                       | —             |
| November 8, 2023   | Calgary          | Canada        | Scotiabank Saddledome         | —                       | —             |
| November 10, 2023  | Winnipeg         | Canada        | Canada Life Centre            | —                       | —             |
| November 14, 2023  | Toronto          | Canada        | Scotiabank Arena              | —                       | —             |
| November 16, 2023  | Toronto          | Canada        | Scotiabank Arena              | —                       | —             |
| November 18, 2023  | Ottawa           | Canada        | Canadian Tire Centre          | —                       | —             |
| November 20, 2023  | Montreal         | Canada        | Bell Centre                   | —                       | —             |
| November 30, 2023  | Phoenix          | United States | Footprint Center              | —                       | —             |
| December 2, 2023   | San Diego        | United States | Pechanga Arena                | —                       | —             |
| December 4, 2023   | Inglewood        | United States | Kia Forum                     | —                       | —             |
| December 6, 2023   | Inglewood        | United States | Kia Forum                     | —                       | —             |
| December 10, 2023  | San Francisco    | United States | Chase Center                  | —                       | —             |
| December 12, 2023  | San Francisco    | United States | Chase Center                  | —                       | —             |
| August 21, 2024    | Philadelphia     | United States | Citizens Bank Park            | —                       | —             |
| August 23, 2024    | Philadelphia     | United States | Citizens Bank Park            | —                       | —             |
| Total              | Total            | Total         | Total                         | 166,230/ 166,230 (100%) | $39,308,910   |

## Datas adiadas
| Data                  | Cidade        | País           | Local                      | Razão              |
| --------------------- | ------------- | -------------- | -------------------------- | ------------------ |
| 9 de março de 2023    | Colombo       | Estados Unidos | Arena Nacional             | Doença             |
| 12 de março de 2023   | Uncasville    | Estados Unidos | Arena Mohegan Sun          | Doença             |
| 14 de março de 2023   | Albany        | Estados Unidos | Arena MVP                  | Doença             |
| 16 de agosto de 2023  | Filadélfia    | Estados Unidos | Parque do Banco do Cidadão | Doença             |
| 18 de agosto de 2023  | Filadélfia    | Estados Unidos | Parque do Banco do Cidadão | Doença             |
| 28 de agosto de 2023  | Washington DC | Estados Unidos | Parque Nacional            | nenhuma razão dada |
| 8 de dezembro de 2023 | São Francisco | Estados Unidos | Centro de perseguição      | nenhuma razão dada |

## Pessoal

### The E Street Band
- Bruce Springsteen – vocal principal, guitarra solo, guitarra rítmica, violão, gaita
- Roy Bittan – piano, sintetizador, acordeão
- Nils Lofgren – guitarra rítmica, guitarra solo, pedal steel guitar, violão, backing vocals
- Patti Scialfa - Vocais de fundo, alguns vocais em dueto, violão, pandeiro (aparecendo apenas em shows selecionados ao longo da turnê)
- Garry Tallent – baixo, vocais de fundo
- Steven Van Zandt – guitarra base, guitarra solo, backing vocals
- Max Weinberg – bateria

e
- Jake Clemons – saxofone, percussão, backing vocals
- Soozie Tyrell – violino, violão, percussão, backing vocals
- Charles Giordano – órgão, acordeão, glockenspiel eletrônico

com
- Ed Manion – saxofone tenor, saxofone barítono, percussão
- Ozzie Meléndez – trombone, percussão
- Curt Ramm – trompete, percussão
- Barry Danielian – trompete, percussão
- Anthony Almonte – percussão, congas, bongôs, backing vocals
- Curtis King Jr. – backing vocals, percussão
- Lisa Lowell – backing vocals, percussão
- Michelle Moore – backing vocals, percussão
- Ada Dyer – backing vocals, percussão

Fonte: 

## Participações especiais
- Michelle Obama e Kate Capshaw - forneceram backing vocals e pandeiro em " Glory Days " no show de 28 de abril de 2023 em Barcelona.[39]

## Atos de abertura
- Sam Fender (18 e 21 de maio de 2023)
- Fantástico Negrito (18 de maio de 2023 e 11 de junho de 2023)
- O búfalo branco (21 de maio de 2023)
- As garotas (6 e 8 de julho de 2023)
- Frank Turner (6 de julho de 2023)
- James Bray (6 de julho de 2023)
- Brittney Spencer (8 de julho de 2023)
- Os irmãos Teskey (25 de julho de 2023)
- Tash Sultana (25 de julho de 2023)